# Tony Buzan

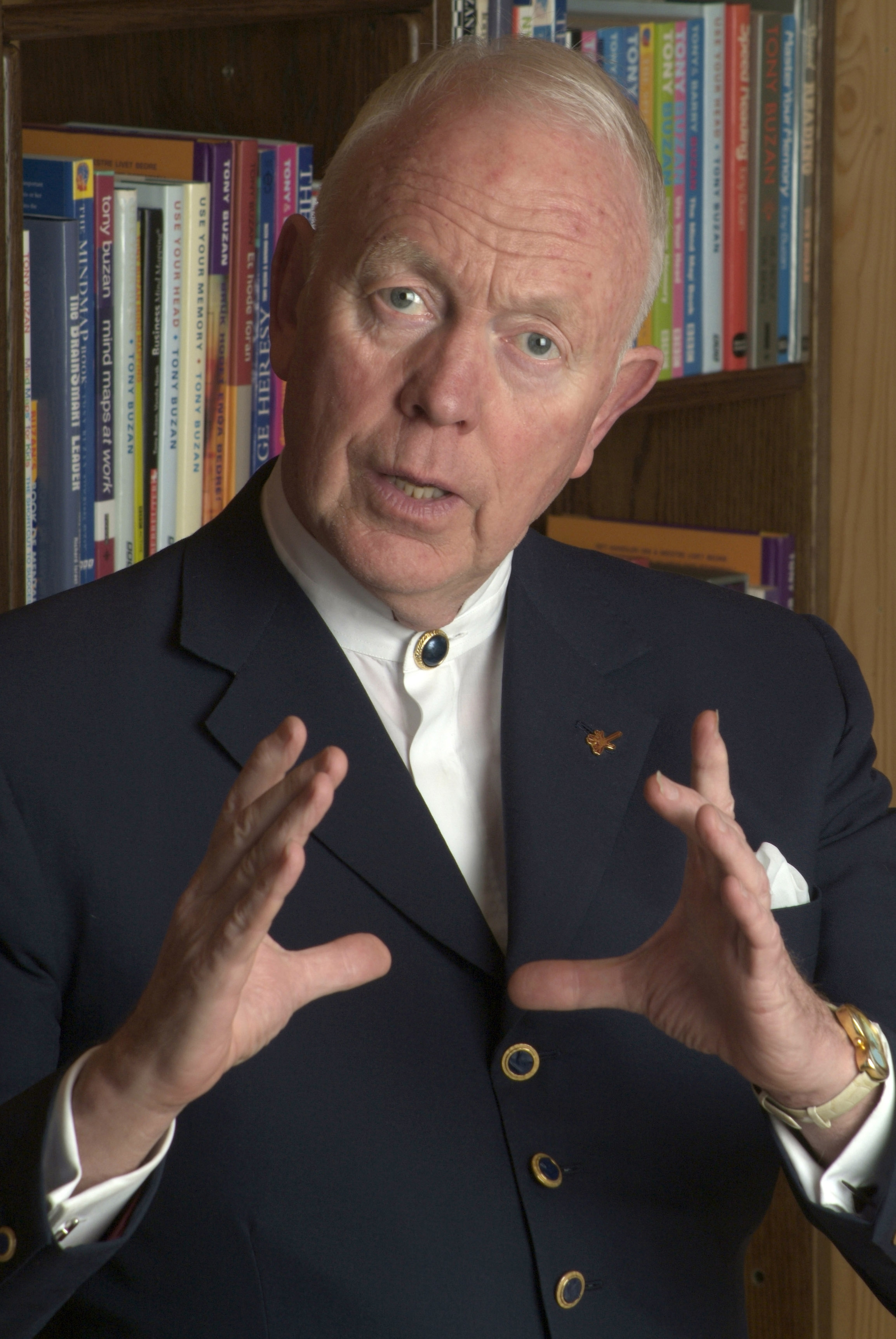
Tony Buzan (2007)

Anthony Peter „Tony“ Buzan ([ˈbuːzən], * 2. Juni 1942 in London; † 13. April 2019) war ein britischer Autor, Redner, Mnemotechniker und Trainer zu den Themen Bildung, Lernen und Kreativität. Er wurde insbesondere bekannt durch die Prägung des Begriffs Mind-Map und die Verbreitung dieser Methode.

## Leben
Buzans Bruder ist der vier Jahre jüngere Politikwissenschaftler Barry Buzan. Nach Absolvieren seiner schulischen Laufbahn in Kent und Vancouver (British Columbia, Kanada) studierte Tony Buzan Psychologie, Anglistik, Mathematik und Allgemeine Naturwissenschaft an der University of British Columbia. Er war von 1964 bis 1966 an der Simon Fraser University Dozent für Psychologie, Anglistik und Kreativität. Zurückgekehrt nach England, war er von 1966 bis 1970 Lehrer mit besonderem Aufgabenbereich der Erziehungsbehörde von Inner London. 1969 bis 1971 war er Herausgeber des Journals Mensa International der Hochbegabtenvereinigung Mensa, wo er auch selbst Mitglied war. 1970 bis 1974 arbeitete er als Journalist bei der Journalistengewerkschaft National Union of Journalists in London.
Seine Mindmap-Methode entwickelte er ab den 1960er Jahren. Im Jahr 1971 gründete er das Unternehmen „Buzan World“, das mittlerweile unter „ThinkBuzan“ firmiert. Mit diesem verfolgte er Weiterbildungsprogramme für Mindmap und Schnelllesen sowie Gedächtnistraining. 1989 gründete er die Stiftung Brain Trust.
Buzan initiierte zahlreiche Wettbewerbe für kognitive Leistungen. 1984 gründete er die „World Speed Reading Championships“ als internationale Meisterschaft für das Schnelllesen, zu dessen methodischer Entwicklung er mit seiner Arbeit zu Mindmaps beigetragen hatte. Mit dem befreundeten britischen Schachmeister Raymond Keene gründete er 1991 die „World Memory Championship“ als internationalen Vergleichswettbewerb für Gedächtnisleistung. Ab 1995 richteten Keene und Buzan auch wiederholt die „World Mindmap and Creativity Championship“ aus. Gemeinsam mit Keene und dem Jongleur Michael Gelb gründete Buzan auch das Showevent „Festival of the Mind“ für die „fünf Sportarten des Lernens“: Gedächtnis, Schnelllesen, IQ, Kreativität und Mindmap, die seit ihrer ersten Austragung in der Royal Albert Hall 1996 parallel zu den World Memory Championships in Oxford ausgetragen werden.
Buzan starb im April 2019 im Alter von 76 Jahren im John Radcliffe Hospital in Oxford an einem Herzinfarkt.

## Sonstiges
1967 gründete Buzan gemeinsam mit John Carder Bush und Jeremy Cartland die Dichtervereinigung Salatticum Poets. Eine erste Gedichtsammlung, Spore One, erschien in limitierter Auflage 1971. 2007 erschienen in jeweils erster Auflage Requiem for Ted (Hughes) und Concordia, einen Gedichtband über das Flugzeug Concorde. Die Gedichte zu letzterem Band schrieb er meist auf Flügen in diesem Flugzeug.
1981 initiierte und unterrichtete Buzan für das Projekt Soweto 2000 der südafrikanischen Regierung eine Super-Schulklasse, in der er 2000 Schüler unterrichtete. Dies dehnte er in der Londoner Royal Albert Hall auf Unterricht für 9000 Kinder aus und konnte schließlich am 17. September 2011 einhunderttausend Kinder zwischen 8 und 16 Jahren in Zehnergruppen unterrichten, was ihm durch Satellitenschaltung sogar in England und den USA gelang.
Bei den olympischen Spielen von 1988 in Korea unterstützte Buzan die Ruderer von Großbritannien als Mentaltrainer im Trainerstab – ebenso wie bei den olympischen Spielen von Barcelona im Jahr 1992 und denjenigen von Sydney im Jahr 2000. Gleichermaßen unterstützte er ab 1990 auch den Marlow Rowing Club als Mentaltrainer.
Beim Schachweltmeisterschaftskampf Kasparov gegen Kramnik – im Jahr 2000 von Brain Games, einer Internetplattform von Raymond Keene, am Weltschachverband FIDE vorbei initiiert – war Buzan Vorsitzender des Schiedsgerichts.

## Auszeichnungen und Ehrungen
- Gastprofessor, Stenden University, 2010.
- Ehrenmitglied der britischen Vereinigung Guild of Educators, 2009.
- Beim Ministerium für Hochschulbildung von Malaysia ist er seit 2009 Ehrenmitglied der Akademie Führung in der Hochschulbildung.
- Auszeichnung für das Lebenswerk durch die American Creativity Association, 2008.
- Buzan gewann 2007 die Great Education Debate auf der National Teachers’ Education Conference in England.
- Special Recognition Award, verliehen durch den mexikanischen Präsidenten Vincente Fox für die ausdauernden und herausragenden Verdienste bei der Unterstützung von mexikanischen Bildungs und good governance-Initiativen, 2005.
- 1997 wurde ihm für seine Verdienste um die Lehre der Ehren-Schwarzgurt in Aikidō verliehen.
- Für seine Vorträge wurde er 1994 vom Magazin Forbes zu einem der vier Topvortragenden weltweit ausgewählt – gemeinsam mit Michail Gorbatschow, Henry Kissinger und Margaret Thatcher.
- The Eagle Catcher Award der Firma Electronic Data Systems, vergeben für den Versuch das Unmögliche zu schaffen und das Erreichen dieses Ziels, 1991.
- Ehrenbürgerschaft der City of London (Freeman of the City of London), 1984.

## Werke (Auswahl)
Insgesamt hat Buzan mehr als 120 Werke herausgegeben. Seine Bücher sind in 22 Sprachen übersetzt und in 50 Ländern publiziert worden.
- The Speed Reading Book. 1971 (9. Auflage, 2010). Deutsch: Speed Reading. Schneller lesen – mehr verstehen – besser behalten.
- Use Your Head. 1974 (7. Auflage, 2010) Deutsch: Kopftraining: Anleitung zum kreativen Denken – Tests und Übungen. Mosaik bei Goldmann, München, ISBN 978-3-442-10926-5.
- Use Your Memory. 1986 (7. Auflage, 2010). Deutsch: Nichts vergessen! Kopftraining für ein Supergedächtnis.
- Master Your Memory. 1. Auflage, 1988.(7. Auflage, 2010).
- mit Barry Buzan: The Mind Map Book. 1993. Deutsch: Das Mind Map-Buch. Die beste Methode zur Steigerung Ihres geistigen Potenzials. Aus dem Englisch übersetzt von Christiana Haack. mvg, Landsberg am Lech, 1996, ISBN 3-478-71730-2.
- mit Raymond Keene: Buzan’s Book of Genius. 1994. Deutsch: Die Grips-Formel – Entfesseln Sie Ihr geistiges Potenzial.
- mit Michael J. Gelb: Lessons from the Art of Juggling. 1994. Deutsch: Die Kunst des Jonglierens. 1996.
- mit Raymond Keene: Book of Mental World Records. 1997 (2. Auflage, 2005).
- Head First. 2000.
- The Power of Intelligence, 5 Bände. 2001–2003.
- Brain Child. 2003.
- Mind Maps for Kids, 3 Bände. 2003–2005 (2. Auflage, 2007–2008).
- The Ultimate Book of Mind Maps. 2005.
- Embracing Change. 2005 (2. Auflage, 2006). Deutsch: Change now! Zukunft gestalten mit Mind-Maps.
- Age-Proof Your Brain. 2007.
- The Study Skills Handbook. 2007.
- Collins Language Revolution Beginners / Collins Language Revolution Beginners Plus für Spanisch und Französisch. 2008–2009.
- Mind Maps For Business. 2010. Deutsch: Business Mindmap.

## Fernsehreihen
1973 und 1974 wurde beim britischen Fernsehsender BBC die zehnteilige Reihe „Use your head“ ausgestrahlt, in der Buzan auf anschauliche Weise die Funktionsweise des menschlichen Gehirns erklärte und Ratschläge für gehirngerechtes Lernen gab. Aufgrund des großen Erfolgs folgte 1974 eine weitere zehnteilige Reihe der BBC namens „The enchanted Loom“, die zukünftige Formen der Bildung behandelte.